# 胎界主
『胎界主』（たいかいしゅ）は、鮒寿司（ふなことつか）によるフルカラーWeb漫画作品。全三部作で、2020年現在、第一部・第二部まで完結。第三部の連載が開始されている。自身のホームページ上で2005年より連載開始。
第2回次にくるマンガ大賞（2016年）Webマンガ部門ノミネート。

## あらすじ

### 第一部〈アカーシャ球体〉編
触れただけで人を殺せる「亡くし屋」凡蔵稀男は、ある日戸的実から助けの依頼と〈本〉を持ち込まれ、悪魔の派閥争いに巻き込まれる事となった。
様々な事件に巻き込まれこの世の成り立ちを知る中、ある時魔王ベールゼブブから「塔の男」に会ってほしいと頼まれる。
言われた通り「塔の男」タロット・アスに（ヘッドの特殺ルーサーと）会いに行くが、強制変躰の呪いをかけられ、世界完結を目論む胎界主「ピュア」とそれに付き従う反逆妖魔の殲滅に巻き込まれる事となった。

### 第二部〈ロックヘイム〉編
タロット・アスとの誓約により、凡蔵稀男とルーサー・ナッチェスはもう一つの生成世界〈ロックヘイム〉に連れて来られ、強大な運ぶ力の胎界主たるピュアと対峙する事となる。

## 登場人物

### 主要人物
凡蔵稀男
本作の主人公。鮒界市で墓守の仕事をしている準地方公務員。
「アカーシャ球体」「心の緒」「命の緒」が見える左目を持ち、「命の緒」を切断する能力を持つ。同時に強大な「運ぶ力」の胎界主で、マナ（運）を自在に操り、事象の蓋然性を引き上げる事が出来る。
その正体は、妖魔バンシーと人間との間に生まれた出来損ないの「ニス」であり、幼い頃本物の凡蔵稀男と取り替えられた。
その昔一度自我が崩壊しており、その後他人を助ける者としての人格〈無我〉を形成し生きていく事となった。
物語中盤タロット・アスの呪いにより、ほぼ強制的に骸者殲滅部隊の一員としてロックヘイムへ赴く事となった。
ルーサー・ナッチェス
ヘッド（悪魔の地上代行組織）の特殺の一人。プエブロインディアン。当初稀男を悪魔と誓約させる為に襲ったが、失敗し稀男の監視役兼ボディーガードとなった。
司神オヌリス=アレスと誓約した「躰化者」で、一定時間基礎体力・筋力を累乗的にパワーアップできる。ただし術後累乗に比例して身体が動けなくなる。
レックスの息子の一人であり、頭のキズは幼少期にレックスによって付けられたもの。
物語中盤タロット・アスの呪いにより、ほぼ強制的に骸者殲滅部隊の一員としてロックヘイムへ赴く事となった。
タロット・アス
アスタロト魔界第一位君主の直属使い魔であり、骸者殲滅部隊の部隊長。ヘッドの暗殺リストトップ3の一人。
優れた魔法則師（知られざる法則や言葉の力でアカーシャ球体を操る能力者）であり、一度に精獣を複数操る事が出来る。
元はキナモムム出身のアールヴ人の孤児で、ハッグによって育てられた。
ハッグによって搾取されているバンシー達を解放すべく、ハッグを倒そうとするも失敗し、ソロモンヘイムに逃げアスタロトに仕える事となった。
その後ハッグ（とその裏にいる骸者やピュア）を倒すべく、強大な運ぶ力を持つ胎界主を探していた。

## 用語

### 世界観
ソロモンへイム
第一部の舞台となる生成世界。地球。悪魔によって間接的に支配されている。その昔悪魔と骸者の争いによって大勢の人間が失われたが、何者かによって認識ロックされている。現在では東郷という新勢力が伸長し始めてる。
ロックヘイム
第二部の舞台となるもう一つの生成世界。惑星の九割以上が海であり、神獣「ネプリ」が国土となっている。ソロモンヘイムとは様々に異なっており、一日の長さが地球の三倍であり、季節は一定となっている。かつては純妖精が住人の大半を占めていたが、〈大惨事〉の影響で現在では半妖精が大半を占めている。管理者「リョース」によって統治されているが、日の入りから日の出までの夜間は骸者の世界となっている。